# ジャン・ボーン
ジャン・ブルヌ（Jean Bourne）はフランス領ポリネシアの男子陸上競技選手。専門は短距離走。
1966年にヌメアで開催されたサウスパシフィックゲームズに出場し、100mと200mで優勝し2冠を達成した。以後200mにおいては1971年のパペーテ大会まで3連覇を達成、短距離走において1975年のタモン大会までに銀と銅を含む多くのメダルを獲得した。